# Liste der Landschaftsschutzgebiete im Landkreis Tübingen
Im Landkreis Tübingen gibt es 21 Landschaftsschutzgebiete. Nach der Schutzgebietsstatistik der Landesanstalt für Umwelt, Messungen und Naturschutz Baden-Württemberg (LUBW) stehen 20.027,31 Hektar der Landkreisfläche unter Landschaftsschutz, das sind 38,58 Prozent.
| Name                                                                      | Bild | Kennung               | Einzelheiten | Position | Fläche Hektar | Datum         |
| ------------------------------------------------------------------------- | ---- | --------------------- | --- | -------- | ------------- | ------------- |
| Kirchberg und Kochhartgraben                                              |      | 4.16.001 WDPA: 322130 | Ammerbuch Bergrücken über dem Ammertal. Kulturhistorisch bedeutsam. Beeinträchtigt durch Steinbruch. | ⊙        | 29,4          | 1. Feb. 1973  |
| Ehrenbachtal mit Kaltem Brunnen                                           |      | 4.16.003 WDPA: 320531 | Dußlingen, Gomaringen, Kusterdingen, Tübingen Reizvolle Bachtäler im Keuper mit Ufergehölzen, Hecken und Feldgehölzen. | ⊙        | 171,8         | 19. Juli 1983 |
| Schönbuch                                                                 |      | 4.16.004 WDPA: 7027   | Dettenhausen, Kirchentellinsfurt, Tübingen, Ammerbuch Größtes geschlossenes Waldgebiet Württembergs (13 750 ha)mit besonderer Bedeutung für die Erholung der Bevölkerung, das Klima, die Jagd und für freilandbiologische Forschungen. Die reichgegliederten Keupertäler im Inneren des Schönbuchs der Gegensatz von Hochflächen und Abhängen, die großen Unterschiede des örtlichen Klimas sowie die Waldausläufer gegen das Neckar- und Aichtal bedingen die Mannigfaltigkeit des Pflanzen- und Tierlebens und den Reichtum verschiedenartiger Landschaftsbilder. Landschaftlich bedeutungsvoll ist auch der Steilabfall (Keuperstufe) des Schönbuchs zum Ammertal bzw. zur Gäulandschaft. | ⊙        | 6.710,6       | 30. Aug. 1967 |
| Neckartal zwischen Tübingen und Plochingen                                |      | 4.16.005 WDPA: 323156 | Kirchentellinsfurt, Kusterdingen, Tübingen Neckartal mit meist bewaldeten Hängen, Talbreite nach dem begleitenden Gestein wechselnd, stellenweise alte Neckarschotter. | ⊙        | 331,3         | 15. Dez. 1961 |
| Spitzberg                                                                 |      | 4.16.006 WDPA: 324721 | Rottenburg am Neckar, Tübingen Durch Erosion gebildeter Höhenzug zwischen Neckar- und Ammertal, Fortsetzung des Tübinger Schloßbergs; Wurmlinger Kapelle. Waldgebiet, interessante Steppenheide, floristische und fau-nistische Seltenheiten; interessante Formen zur Landschaftsgeschichte. | ⊙        | 463,5         | 15. Dez. 1967 |
| Rammert                                                                   |      | 4.16.007 WDPA: 323734 | Dußlingen, Ofterdingen, Rottenburg am Neckar, Tübingen Geschlossenes Keuperwaldgebiet; ein Gegenstück zum Schönbuch. | ⊙        | 3.580,2       | 25. Aug. 1967 |
| Pfaffenberg                                                               |      | 4.16.008 WDPA: 323661 | Rottenburg am Neckar, Ammerbuch Auffallender, naturwissenschaftlich interessanter Keuperberg. Zeugenberg aus Schilfsandstein. In ihm liegt der malerische Märchensee in einem ehemaligen Steinbruch. | ⊙        | 316,8         | 10. Nov. 1967 |
| Albrand                                                                   |      | 4.16.009 WDPA: 319468 | Mössingen Der gesamte Albrand im Bereich des Landkreises Tübingen ist geschützt; reizvolle Erosionsformen im Juragestein. | ⊙        | 2.629,8       | 10. Aug. 1969 |
| Oberes Neckartal mit den Seitentälern Rommelstal, Starzeltal und Eyachtal |      | 4.16.010 WDPA: 323382 | Rottenburg am Neckar, Neustetten, Starzach In den Oberen Muschelkalk charakteristisch eingeschnittene naturnahe Talräume; Erholungsgebiet. | ⊙        | 2.336,4       | 11. März 1981 |
| Oberes Ammertal mit dem Seitental Merkental                               |      | 4.16.011 WDPA: 323357 | Ammerbuch Naturnaher Bachlauf, geologische Aufschlüsse im Muschelkalk, artenreiche Steppenheide, Halbtrockenrasen, Trockenrasen und Felsgesellschaften. | ⊙        | 20,2          | 21. Juni 1982 |
| Heuberg                                                                   |      | 4.16.013 WDPA: 321596 | Rottenburg am Neckar Markanter Keuperberg (Zeugenberg). | ⊙        | 17,2          | 8. Aug. 1969  |
| Katzenbachtal                                                             |      | 4.16.014 WDPA: 322074 | Hirrlingen, Rottenburg am Neckar Reizvolle Tallandschaft in der Nähe Rottenburgs; Wandergebiet. | ⊙        | 177,1         | 9. Aug. 1969  |
| Rauher Rammert                                                            |      | 4.16.016 WDPA: 323752 | Bodelshausen, Hirrlingen, Ofterdingen, Rottenburg am Neckar Große zusammenhängende Waldfläche im Keupergebiet; wichtig als Erholungsgebiet für Tübingen, Rottenburg und Mössingen. | ⊙        | 2.301,4       | 1. Okt. 1982  |
| Bühler Tal und Unterer Bürg                                               |      | 4.16.017 WDPA: 320168 | Rottenburg am Neckar, Tübingen 3 Teilgebiete. Klein parzellierte Kulturlandschaft von besonderer Vielfalt, Eigenart und Schönheit mit Wiesen, Streuobstbeständen und Hecken; Schutz- und Pufferzone für das gleichnamige NSG. | ⊙        | 18,6          | 10. März 1993 |
| Vollmershalde                                                             |      | 4.16.018 WDPA: 325449 | Rottenburg am Neckar Kleinparzellierte Kulturlandschaft mit Wiesen, Streuobstbeständen und Hecken, Schutz- und Pufferfunktion für das gleichnamige NSG. | ⊙        | 5,4           | 10. Sep. 1993 |
| Kirschenfeld                                                              |      | 4.16.019 WDPA: 322155 | Mössingen, Nehren Ausgedehnte Streuobstbestände mit zahlreichen Hecken und Feldgehölzen; offene Wiesen- und Feuchtwiesenlandschaft. | ⊙        | 105,7         | 20. Juli 1995 |
| Rappenberg                                                                |      | 4.16.020 WDPA: 323740 | Rottenburg am Neckar Reichstrukturiertes Mosaik von Pflanzengesellschaften der Halbtrockenrasen, Saumgesellschaften, Waldrändern, Streuwiesen und offenen Wiesenflächen; für ca. 5 Jahre soll erprobt werden, ob der gleiche Schutzzweck wie beim NSG mit einer LSG-Verordnung erreicht werden kann. | ⊙        | 21,4          | 15. Sep. 1995 |
| Härten                                                                    |      | 4.16.021 WDPA: 321396 | Kusterdingen Härtenhochfläche mit ausgedehnten Waldflächen und durch traditionelle Landnutzung entstandene Landschaftselemente wie Streuobstwiesen, Obstbäume entlang der Äcker, feuchtes Grünland und Bäche mit einer Vielzahl selten gewordenen Tier- und Pflanzenarten; der Naherholungswert dieser Landschaft soll erhalten und verbessert werden. | ⊙        | 369,4         | 15. Dez. 1996 |
| Öschenbachtal                                                             |      | 4.16.022 WDPA: 323549 | Mössingen Streuobstwiesen mit Hochstamm-Obstbestand als Lebensgrundlage für die vorkommenden Insekten- und Vogelarten. | ⊙        | 47,3          | 9. Sep. 1997  |
| Streuobstgebiet westlich Immenhausen                                      |      | 4.16.023 WDPA: 324882 | Kusterdingen Streuobstwiesen in ihrer charakteristischen Eigenart als offene Landschaft, die weitgehend frei ist von baulichen Anlagen; Naherholungsgebiet für die Allgemeinheit und Lebensraum einer artenreichen Tier- und Pflanzenwelt; soll erhalten und verbessert werden. | ⊙        | 31,4          | 17. Mai 1999  |
| Unteres Ammertal                                                          |      | 4.16.024 WDPA: 325330 | Rottenburg am Neckar, Tübingen Offenes Ammertal mit Randbereichen als Zeugnis einer durch die Landbewirtschafter geschaffenen Kulturlandschaft; mit verschiedenen Elementen, insbesondere Äcker, Wiesen und Weiden; die Ammer mit ihrem Grabensystem und begleitende Feuchtwiesen und Schilfröhrichte, Hecken, Feldgehölze und Streuobstwiesen. Das Gebiet soll als Wirtschaftsraum für die Landwirtschaft, Erholungsgebiet für die Allgemeinheit und als Lebensraum einer artenreichen Pflanzen- und Tierwelt bewahrt werden. | ⊙        | 347,9         | 6. Okt. 1999  |
| Legende für Landschaftsschutzgebiet                                       |      |                       | |          |               |               |